# منشأة النصر (المنيا)
قرية منشأة النصر هي إحدي القرى التابعة لمركز أبو قرقاص بمحافظة المنيا في جمهورية مصر العربية. حسب إحصاءات سنة 2006، بلغ إجمالي السكان في منشأة النصر 4239 نسمة، منهم 2179 رجل و2060 امرأة.